# Polybiocyptera plaumanni
Polybiocyptera plaumanni är en tvåvingeart som beskrevs av Guimaraes 1979. Polybiocyptera plaumanni ingår i släktet Polybiocyptera och familjen parasitflugor. Inga underarter finns listade i Catalogue of Life.